# Polygonum stypticum
Polygonum stypticum är en slideväxtart som beskrevs av Cham. & Schltdl.. Polygonum stypticum ingår i släktet trampörter, och familjen slideväxter. Inga underarter finns listade i Catalogue of Life.